# Rafael Orozco Maestre
Rafael José Orozco Maestre (Becerril, 24 marzo 1954 – Barranquilla, 11 giugno 1992) è stato un cantautore colombiano.
È stato uno dei principali rappresentanti della musica popolare colombiana Vallenato. Ha suonato con vari fisarmonicisti come Julio de la Ossa, Luciano Poveda, Emilio Oviedo e Israel Romero. Con Romero fondò il gruppo Vallenato Binomio de Oro de América, che divenne molto popolare in Colombia, Messico e Venezuela.

## Biografia
Orozco registrò il suo primo disco col fisarmonicista Emilio Oviedo. Successivamente a Barranquilla conobbe Israel Romero, col quale fondò il popolare gruppo El Binomio de Oro. Il duo ebbe notevole successo, vincendo 3 Congas de Oro al festival delle orchestre del carnevale di Barranquilla, sedici dischi d'oro e due di platino per vendite di milioni di copie complessive. Conquistarono il mercato statunitense, venezuelano, messicano e del Centro America e il solo album De Cache del 1980 si stima che fu venduto in oltre 300 000 copie.

### Morte
Orozco venne assassinato davanti a casa sua in occasione della festa per il 15º compleanno di sua figlia nel giugno del 1992. Arrivarono per parlare con lui due musicisti, Alfonso Ariza De la Hoz e Francisco Javier Corena, che facevano parte del gruppo di Diomedes Díaz, per chiedere strumenti musicali in prestito, quando arrivò un uomo armato che sparò dieci colpi di pistola verso Orozco. Nonostante non fosse completamente chiaro il movente dell'omicidio, il caso fu archiviato come delitto passionale: Orozco aveva una flirt con Angélica Navarro,, amica intima (o fidanzata) del narcotrafficante Jose Reinaldo Fiallo, che tra l'altro pochi mesi dopo morirà assassinato anch'egli per ordine del capo dei capi del cartello di Medellín, Pablo Escobar.
Nell'agosto del 1998 la Quarta Corte Penale di Barranquilla stabilì che Orozco fu assassinato da Sergio González Torres, guardia del corpo di "El Nano" Fiallo, e che il delitto è stato motivato dalla passione, dal suddetto triangolo amoroso tra Orozco, Navarro e Fiallo. Tra le prove della Procura c'erano i reperti balistici, Orozco era stato colpito con la pistola Heckler & Koch P7 K3, calibro 7,65, che è stata trovata in possesso di Fiallo il giorno dell'omicidio, e una lettera di Mario Alzate Urquijo diretta all'allora procuratore generale della Nazione, Gustavo de Greiff, in cui rivelava che "el Nano" Fiallo si era espresso in sua presenza e quella di altri narcotrafficanti che avevano l'appoggio del suo datore di lavoro, alias "Camilo", per eliminare Rafael Orozco, perché aveva una relazione con la sua ragazza.
L'omicidio di Fiallo da Escobar non fu l'unica uccisione o sparizione dopo l'omicidio di Orozco: Víctor Herrera Ortega, un guardiano di un edificio vicino alla residenza di Rafael Orozco che assistì al delitto, scomparve il giorno successivo alla sua testimonianza in tribunale; Alfonso Ariza De la Hoz e Francisco Javier Corena, i due testimoni al momento dell'omicidio, furono prelevati dalle loro case e scomparvero il 4 agosto 1992; Orby Campo Valdeblánquez, creduto inizialmente autore materiale dell'omicidio, fu assassinato a Barranquilla il 4 aprile 1993. Inoltre, il pubblico ministero che aveva avviato il processo, Jorge Paternostro, annegò nelle acque di un torrente turbolento a Barranquilla il 16 luglio 1993. Il giornalista Fabio Poveda Márquez (amico intimo di Orozco) e il fisarmonicista di Diomedes Díaz all'epoca dei fatti, Juancho Rois, che aveva testimoniato al processo, morì poco dopo.

### Funerale
Le spoglie di Rafael Orozco furono trasferite per la veglia funebre diverse volte per via della folla sempre più numerosa; dall'impresa di pompe funebri la bara fu trasferita prima alla chiesa del Carmen, poi alla Cattedrale di Barranquilla e infine al coliseo Humberto Perea, dove fu celebrata una messa. Successivamente un corteo funebre lungo 8 chilometri accompagnò la bara al cimitero Jardines del Recuerdo, dove fu sepolto in mezzo a una folla proveniente da diverse parti della Colombia e del Venezuela, paese dal quale andò anche in onda la trasmissione in diretta del funerale, sulla rete televisiva Venevisión.

## Discografia parziale
- 1977 - Binomio de Oro (1977 album)
- 1977 - Por lo Alto
- 1978 - Enamorado como Siempre
- 1978 - Los Elegidos (album)
- 1979 - Super Vallenato
- 1980 - Clase Aparte (album)
- 1980 - De Cache
- 1981 - 5 Años de Oro
- 1982 - Festival Vallenato (album)
- 1982 - Fuera de Serie (album)
- 1983 - Mucha Calidad (album)
- 1984 - Somos Vallenato
- 1985 - Superior (vallenato album)
- 1986 - Binomio de Oro (1986 album)
- 1987 - En Concierto (vallenato album)
- 1988 - Internacional (vallenato album)
- 1989 - De Exportación
- 1990 - De Fiesta con el Binomio
- 1991 - Por Siempre (vallenato album)
- 1991 - De América

## Telenovela
Tra novembre 2012 e aprile 2013, Caracol TV, il più grande canale televisivo della Colombia, ha mandato in onda la telenovela Rafael Orozco, el ídolo sulla vita di Rafael Orozco Maestre.